# Nicolaus Petri Petræus
Nicolaus Petri Petræus, född 1654 i Möklinta socken, död 27 mars 1702 i Köping, var en svensk präst och riksdagsledamot.

## Biografi
Nicolaus Petri Petræus var son till Petrus Petri Petræus och brorsons son till Aeschillus Petraeus. Modern Malin var dotter till en Henrik Lisselman från Hindersboda i Fellingsbro och syster till faderns efterträdare som komminister i Falun, Andreas Henrici Lismannus. Han inskrevs tretton år gammal vid Uppsala universitet men läste också vid Västerås gymnasium, tog efter utlandsstudier magistergraden 1688 i Uppsala, varpå han värvades till Västerås domkyrkoförsamling, prästvigdes, och fick 1692 kunglig fullmakt som förste teologie lektor vid gymnasiet med Haraker som prebende. 1697 befordrades han till gymnasiets rektor och fick Badelunda socken som prebende. 1701 fick han ytterligare en befordran av kungen, till kyrkoherde i Köpings socken.
Petræus var fullmäktig för konsistoriet vid riksdagen 1697.
Hustrun Catharina Kyronius var systerdotter till Sven Bröms. Barnen verkade utanför prästeståndet.